# Woo Hyun-Jung
Woo Hyun-Jung, född den 20 februari 1977, är en sydkoreansk landhockeyspelare.
Hon tog OS-silver i damernas landhockeyturnering i samband med de olympiska landhockeytävlingarna 1996 i Atlanta.